# پایین گلما
پایین گلما، روستایی از توابع بخش مرکزی شهرستان ساری در استان مازندران ایران است.

## جمعیت
این روستا در دهستان میان‌دورود کوچک قرار داشته و براساس آخرین سرشماری مرکز آمار ایران که در سال ۱۳۸۵ صورت گرفته، جمعیت آن ۱۱۵۸نفر (۳۰۲خانوار) بوده‌است.